# 歴史文化セレクション
歴史文化セレクション（れきし ぶんか セレクション）とは、吉川弘文館が発行する歴史書の叢書。

## 概要
評価を得たが品切になった同社の単行本を一定の装丁（四六判、上製、約280頁）で、廉価復刊する企画出版である。2006年（平成18年）春に創刊開始し、ほぼ毎月1冊刊行。2011年（平成21年）初頭までに50冊が刊行された。

## 刊行一覧
1. 直木孝次郎『神話と歴史』2006年5月 ISBN 4642062963
2. 西山松之助『江戸ッ子』2006年5月 ISBN 4642062971
3. 永原慶二『室町戦国の社会：商業・貨幣・交通』2006年6月 ISBN 464206298X
4. 村上重良『国家神道と民衆宗教』2006年7月 ISBN 4642062998
5. 服部敏良『王朝貴族の病状診断』2006年8月 ISBN 4642063005
6. 児玉幸多『近世農民生活史』2006年9月 ISBN 4642063013
7. 石野博信『古代住居のはなし』2006年10月 ISBN 4642063021
8. 田原嗣郎『赤穂四十六士論：幕藩制の精神構造』2006年11月 ISBN 464206303X
9. 上横手雅敬『鎌倉時代：その光と影』2006年12月 ISBN 4642063048
10. 目崎徳衛『王朝のみやび』2007年1月 ISBN 9784642063050
11. 吉原健一郎『江戸の町役人』2007年2月 ISBN 9784642063067
12. 田中彰『近代天皇制への道程』2007年3月 ISBN 9784642063074
13. 平野邦雄『帰化人と古代国家』2007年4月 ISBN 9784642063081
14. 直木孝次郎『飛鳥：その光と影』2007年5月 ISBN 9784642063357
15. 安良城盛昭『天皇・天皇制・百姓・沖縄：社会構成史研究よりみた社会史研究批判』2007年6月 ISBN 9784642063364
16. 斎藤昭俊『インドの神々』2007年7月 ISBN 9784642063371
17. 今田洋三『江戸の禁書』2007年8月 ISBN 9784642063388
18. 福田アジオ『柳田国男の民俗学』2007年9月 ISBN 9784642063395
19. 新野直吉『田村麻呂と阿弖流為：古代国家と東北』2007年10月 ISBN 9784642063401
20. 渡辺実『日本食生活史』2007年11月 ISBN 9784642063418
21. 宮田登『江戸歳時記：都市民俗誌の試み』2007年12月 ISBN 9784642063425
22. 石井孝『戊辰戦争論』2008年1月 ISBN 9784642063432
23. 神野志隆光『古事記の世界観』2008年2月 ISBN 9784642063449
24. 北原進『江戸の高利貸：旗本・御家人と札差』2008年3月 ISBN 9784642063456
25. 西村公朝『仏像の再発見：鑑定への道』2008年4月 ISBN 9784642063463
26. 神田千里『信長と石山合戦：中世の信仰と一揆』2008年5月 ISBN 9784642063470
27. 高木訷元『空海：生涯とその周辺』2009年4月 ISBN 9784642063487
28. 黛弘道『物部・蘇我氏と古代王権』2009年4月 ISBN 9784642063494
29. 吉澤南『ベトナム戦争：民衆にとっての戦場』2009年5月 ISBN 9784642063500
30. 田村圓澄『伊勢神宮の成立』2009年6月 ISBN 9784642063517
31. 石鍋真澄『ありがとうジョット：イタリア美術への旅』2009年7月 ISBN 9784642063524
32. 高橋富雄『奥州藤原氏：その光と影』2009年8月 ISBN 9784642063531
33. 新野直吉『古代東北史の人々』2009年9月 ISBN 9784642063548
34. 宮治昭『インド美術史』2009年10月 ISBN 9784642063555
35. 水藤真『中世の葬送・墓制：石塔を造立すること』2009年11月 ISBN 9784642063562
36. 林巳奈夫『中国古代の生活史』2009年12月 ISBN 9784642063579
37. 笹山晴生『奈良の都：その光と影』2010年1月 ISBN 9784642063586
38. 弓削達『ローマ帝国論』2010年2月 ISBN 9784642063593
39. 宮島新一『肖像画の視線：源頼朝像から浮世絵まで』2010年3月 ISBN 9784642063609
40. 石井孝『日本開国史』2010年4月 ISBN 9784642063616
41. 毛利敏彦『明治維新の再発見』2010年5月 ISBN 9784642063623
42. 石鍋真澄『ベルニーニ：バロック美術の巨星』2010年6月 ISBN 9784642063630
43. 高橋富雄『古代蝦夷を考える』2010年7月 ISBN 9784642063647
44. 戸田芳実『中世の神仏と古道』2010年8月 ISBN 9784642063654
45. 佐藤弘夫『日本中世の国家と仏教』2010年9月 ISBN 9784642063661
46. 伊藤好一『江戸上水道の歴史』2010年10月 ISBN 9784642063678
47. 佐々木宏幹『神と仏と日本人：宗教人類学の構想』2010年11月 ISBN 9784642063685
48. 田村圓澄『飛鳥・白鳳仏教史』2010年12月 ISBN 9784642063692
49. 名久井文明『樹皮の文化史』2011年1月 ISBN 9784642063708
50. 岸俊男『宮都と木簡：よみがえる古代史』2011年2月 ISBN 9784642063715
51. 峰岸純夫『中世 災害・戦乱の社会史』2011年6月 ISBN 9784642063722
52. 森岡清美『若き特攻隊員と太平洋戦争：その手記と群像』2011年7月 ISBN 9784642063739
53. 大隅和雄『中世 歴史と文学のあいだ』2011年8月 ISBN 9784642063746
54. 西嶋定生『邪馬台国と倭国：古代日本と東アジア』2011年9月 ISBN 9784642063753
55. 山田邦明『戦国のコミュニケーション：情報と通信』2011年10月 ISBN 9784642063760
56. 工藤雅樹『古代蝦夷』2011年11月 ISBN 9784642063777
57. 増田昭子『雑穀の社会史』2011年12月 ISBN 9784642063784
58. 斉藤研一『子どもの中世史』2012年1月 ISBN 9784642063791
59. 黛弘道『古代を考える 蘇我氏と古代国家』2012年2月 ISBN 9784642063807